# Bessey
Bessey je priimek več oseb:
- Charles Edwin Bessey, ameriški botanik
- Stanislas-Louis-Amédé de Bessey de Contenson, francoski general